# 法経
法経（ほうけい）は、戦国時代に魏の李悝が編纂したとされる法典。その実在・非実在については議論がある。

## 概要
文侯に仕えていた李悝が紀元前407年に諸国の法を参考にして盗法・賊法・囚法・捕法・雑法・具法の6篇の法典に編纂したとされている。盗法・賊法は盗賊に関する法令で、囚法・捕法は盗賊の逮捕・拘禁に関する法令、雑法は詐欺・賭博・汚職などの犯罪に関する法令、具法は刑の加重軽減に関する法令で後世の刑法総則に近い。後に商鞅が法経を持って秦に入り、一部手直しした上でほぼそのまま秦の法令（秦の『法経』）として用いて天下統一後の秦の法令となり、更に漢の蕭何が更に手直しをした上で3篇を加えて九章律にしたとされている。
ところが、李悝が『法経』を作ったことの初見は、李悝の時代から1000年経た唐の648年に編纂された『晋書』刑法志の文中であり、その内容も伝わっていない（清代に編纂された『漢学堂叢書』に収められている『法経』は偽書である）。そのため、その実在性については今日まで議論がある。1975年に睡虎地秦簡が出土し、その内容が商鞅変法を反映している部分が存在すること、更に魏の法令を引用したと思われる文章が発見されたことから、秦の法令が魏からの移入であることが証明されたとして『法経』をはじめとする『晋書』刑法志の記述が事実に基づくものであるとする見方が強まった。ところが、引用された魏の法令は古くても安釐王時代のものであることが判明し、それよりも150年ほど昔の李悝とのつながりは証明できなかったため、『法経』非実在説派も依然として多い。近年では『法経』の出典根拠である『晋書』刑法志の記述そのものが『晋書』が編纂された唐代の創作とする見解も出されている。